# CPAN
CPAN（シーパン、Comprehensive Perl Archive Network）とは、Perlのライブラリ・モジュールやその他のPerlで書かれたソフトウェアを集めた巨大なアーカイブで、世界中のサーバにその内容がミラーリングされている。再利用性・汎用性の高いモジュールが登録されており、Perlプログラマができるだけ車輪の再発明をせずに済むための支援環境となっている。登録モジュールの検索システムも提供されているため、Perlプログラマは望む機能を持ったモジュールを容易に入手することができる。
CPANには大小さまざまなモジュールが登録されており、それらの依存関係もデータベース化されている。目的のモジュールと同時に、それが依存するほかのモジュールを芋づる式にダウンロードし、インストールすることが可能である。Unix系OSおよびWindowsで利用できるCPANシェルという専用のソフトウェアが存在する。このシェルはユーザの手持ちのライブラリの管理、CPANミラーへの問い合わせ、モジュールのダウンロードを行うものであり、ユーザは少ないコマンド操作によってモジュールの検索・導入を行うことができる。
1993年12月にCTANのような管理システムを作ることが提案され、1995年10月に公開された。

## CPANシェル
CPANシェルを初めて使う場合、いくつかの設定が行われる。これには、モジュールのビルド・ダウンロード先のミラー指定などが含まれる。基本的に自動で最適なものが選択されるが、必要に応じてユーザが変更可能になっている。
実行には
```
cpan
```

と入力するが、モジュールインストール時のパーミッションの関係で
```
sudo cpan
```

と入力されることが多い。
設定の変更を行う場合は、一度CPANシェルを実行した上で
```
o conf オプション 変更値
```

の組み合わせによる入力を行う。変更を一時的なものにしないためには
```
o conf commit
```

にて反映を行う。オプションについては同じくCPANシェルを実行した上で
```
o conf
```

と入力することで表示される。
権限が与えられていないアカウントではモジュールを標準のインストールディレクトリに入れることができないケースがあるため、その際はインストール先を変更する必要がある。モジュールの個別インストールにて、インストール時にディレクトリをオプションで指定することもできるが、現在はCPANのモジュールlocal::libを利用して、あらかじめインストール先を指定しておくケースが多い。